# خلل التنسج القحفي الجبهي الأنفي
خلل التنسج القحفي الجبهي الأنفي (المتلازمة القحفية الجبهية الأنفية أو خلل التعظم القحفي الجبهي الأنفي) هو تشوه وراثي شديد الندرة مرتبط بالكروموزوم الجنسي إكس، وينتج عن طفرات في جين إفرين-ب! (إي إف إن بي 1). يختلف التعبير الشكلي الجسدي للطفرات بشكل واسع بين المصابين، إذ تُصاب الإناث بشكل أكثر شيوعًا من الذكور وتكون الإصابة لديهن عادة أكثر شدة. تشمل التشوهات الجسدية الشائعة تعظم الدروز الباكر للدروز الإكليلية وفرط التباعد بين الحجاجين والأنف الأشرم والشعر الأجعد الجاف وظهور النواتئ الطولانية على الأظافر مع أو بدون تشققها إضافة إلى عدم تناظر الوجه.
يعتمد تشخيص هذه المتلازمة على وجود الطفرة في جين إي إف إن بي 1. تلعب الصفات الجسدية دورًا داعمًا في وضع التشخيص.
علاج هذه المتلازمة جراحي في جميع الحالات لكن علاج كل مريض يعتمد على التظاهرات الجسدية الموجودة لديه.

## التظاهر السريري
يختلف التعبير الشكلي الجسدي بشكل كبير بين المصابين بخلل التنسج القحفي الجبهي الأنفي. نذكر من الصفات الجسدية المميزة ما يلي:
- تعظم الدروز الباكر للدروز الإكليلية، وهي الدروز التي تربط العظمين الجبهيين.
- فرط التباعد بين جوفي الحجاج.
- الأنف الأشرم.
- الشعر الأجعد الجاف.
- تحززات طولانية على الأظافر أو تشققها.
- عدم تناظر الوجه.

من المظاهر المميزة الأخرى الأقل شيوعًا نذكر: زيادة عرض قاعدة الأنف وانخفاض خط الشعر الأمامي على حساب الجبهة والتوضع المنخفض للأذنين وتزاحم الأسنان ونقص تنسج الفك العلوي والكتفين المدورين المنخفضين والصدر المقعر والجنف وارتفاع قوس الحنك وسوء توضع الحجاجين وانخفاض توضع الثديين مع عدم تناظرهما حجميًا وعدم تناظر حلمتي الثدي والرقبة المجنحة وشذوذات اليدين والقدمين مثل تقوس الأصابع (تقوس الإصبع الخامس هو الأكثر شيوعًا) والارتفاق الجلدي لأصابع اليدين والقدمين.
تصاب الإناث بالمرض بشكل أكثر شيوعًا وتكون الإصابة لديهن عادة أكثر شدة. يمكن أن يصاب الذكور بعدد من الأعراض المشابهة لإصابة الإناث لكنها لا تُلاحظ بشكل شائع. يعاني معظم الذكور المصابين من أعراض خفيفة مثل فرط التباعد بين العينين وقاعدة الأنف العريضة والأنف الأشرم، لكن الذكر يمكن أن يكون حاملًا للطرف ويبقى غير متأثر سريريًا بالمرض.

## الوراثة
خلل التنسج القحفي الجبهي الأنفي هو متلازمة مشوهة شديدة الندرة مرتبطة بالكروموزوم الجنسي إمس، وتنتج عن طفرات تصيب الجين إي إف إن بي 1. يعتبر هذا الجين مسؤولًا عن تشفير ربيطة مرتكزة على الغشاء يمكن أن ترتبط بمستقبل الإفرين تيروزين كيناز. من بين أشياء إضافية أخرى، يعتبر مستقبل الإفرين مسؤولًا عن التطور الهيكلي والقحفي الوجهي. بما أن كلًا من مستقبل الإفرين والربيطة مرتبط بغشاء الخلية، تبدأ سلسلة التأثيرات من خلال التفاعل بين الخلايا المتجاورة. تُعرقل عمليات التفاعل بين الخلايا بسبب وجود خلايا تملك نسخة طافرة من جين إي إف إن بي 1، نتيجة لذلك يحدث تشكل غير تام للحواف النسيجية.
على عكس بقية الحالات المرضية المرتبطة بالكروموزوم الجنسي إكس، تُصاب الإناث بشكل أكثر شيوعًا من الذكور. يعود ذلك إلى عملية تعطيل الكروموزوم إكس لدى الإناث، إذ يحدث تعطيل عشوائي يصيب إما الكروموزوم إكس القادم من الأب أو القادم من الأم داخل كل خلية. نتيجة لهذه العملية، تحوي أنسجة الجسم إما خلايا طبيعية الجين إي إف إن بي 1 أو خلايا تحمل نسخة طافرة منه. تُدعى هذه الحالة باسم الموزاييكية. يؤدي هذا النمط الموزاييكي للخلايا إلى «عرقلة» عمل التواصل بين الخلايا، ما يؤدي إلى التشوهات الجسدية الخطيرة لدى الإناث.
كما هو الحال في جميع الإصابات المربطة بالكروموزوم إكس، هناك احتمال كبير لنقل المرض من الوالدين إلى الأبناء. تملك كل أنثى نسختين من الكروموزوم إكس أما الذكور فيملكون نسخة واحدة منه. عندما تكون الأم حاملة للمرض هناك احتمال بنسبة 50% بنقل هذه النسخة المصابة من الكروموزوم إكس إلى الأبناء، بصرف النظر عن جنس الطفل إن كان ذكرًا أم أنثى. عندما يكون الأب حاملًا للمرض يصبح احتمال نقل الكروموزوم إكس المصاب بطفرة إي إف إن بي 1 إلى بناته 100%، أما احمال نقل الطفرة إلى الذكور فهو 0%.